# Orlando Grossegesse
Orlando Alfred Arnold Grossegesse (* 1960 in Rosenheim, Deutschland) ist ein deutscher Philologe, Romanist, Germanist, Hispanist, Lusitanist, Übersetzer und Buchautor. Er ist Begründer der Germanistischen Abteilung an der Universität Minho und gilt als Kenner von Leben und Werk der Autoren Eça de Queiroz und José Saramago.
Daneben bildet die Erforschung der Beziehungen zwischen den deutschsprachigen und den lusophonen Kulturen und Literaturen im 19. und 20. Jahrhundert einen weiteren Schwerpunkt. Sein umfangreiches philologisches, journalistisches und übersetzerisches Werk umfasst über hundert Veröffentlichungen in Büchern, Enzyklopädien, Fachzeitschriften (von 1986 bis 2003 regelmäßig in der Revue Tranvía), Fachmagazinen und Fachanthologien. Als Übersetzer machte er vor allem die ersten Werke des späteren Kultautors Enrique Vila-Matas und den portugiesischen Modernisten Mário de Sá-Carneiro bekannt.

## Leben
Orlando Grossegesse studierte von 1981 bis 1986 in München an der dortigen Ludwig-Maximilians-Universität Romanische Philologie mit dem Schwerpunkt Hispanistik und Lusitanistik sowie Kommunikationswissenschaften. 1989 wurde er mit einer Dissertation über das Romanwerk von Eça de Queiroz promoviert.
Zunächst als Journalist und Übersetzer tätig, führte er u. a. für das Opt Art Magazin des Fotografen Bruno Hausch Interviews mit Antoni Tàpies und Miquel Barceló und schrieb für die Kulturbeilage des Diário 16 (Madrid) unter der Leitung von César Antonio Molina.
Danach ging er 1990 zunächst als Stipendiat an die Universität Coimbra und dann als Lektor an die Universidade do Minho in Braga, wo er bis heute an der Geisteswissenschaftlichen Fakultät (Instituto de Letras e Ciências Humanas) als Dozent und Forscher tätig ist. Seit dem Jahr 2000 lehrt er als ordentlicher Professor neben Neuerer Deutscher Literatur in den Bereichen Lusitanistik, Komparatistik, Kultur- und Übersetzungswissenschaft.
Von 1990 bis 1993 baute er den Germanistischen Fachbereich auf, der bis 2004 durch Erwin Koller weitergeführt wurde. Nach dessen Emeritierung leitete er bis 2008 erneut die Bragenser Germanistik. Daneben übernahm er ab dem Jahr 2000 diverse Ämter an der Universidade do Minho, u. a. wiederholt Prodekan und war verantwortlich für die Umstrukturierung der geisteswissenschaftlichen Studiengängen und deren Organisation im Bologna-Prozess (2002–06). Dabei widmete er sich zunehmend europäischer Sprachenpolitik im Hochschulbereich und gründete 2009 das Sprachenzentrum BabeliUM, das er bis 2015 leitete.
2011 Gastprofessur an der UNESP (Araraquara). Von 2013 bis 2016 war er Koordinator der Literaturwissenschaft an dem von Vítor Aguiar e Silva gegründeten Forschungszentrum CEHUM (Centro de Estudos Humanísticos), das er anschließend bis 2019 leitete. Zusammen mit den Linguistinnen Esther Rinke und Cristina Flores entwickelte er den Double Degree-Master Deutsch-Portugiesische Studien mit der Goethe-Universität Frankfurt am Main, der zum Studienjahr 2016–17 anlief. 2017 initiierte er die Forschungsgruppe Humanistische Studien zu Migrationen und Marginalisierung (EHum2M), die er seither koordiniert.
Er ist seit 1993 Mitglied im Deutschen und im Internationalen Lusitanistenverband. Von 2006 bis 2010 war er Vizepräsident des Portugiesischen Germanistenverbandes (APEG), dem er seit seiner Gründung 1995 angehört. Als engagierter Eça de Queiroz-Forscher ist er der Fundação Eça de Queiroz (FEQ) seit ihrer Konstituierung 1991 eng verbunden. 2003 wurde er in deren Kulturrat aufgenommen und organisiert seit 2013 die internationalen Sommerkurse. Von 2015 bis 2019 gehörte er dem Verwaltungsrat und dem Vorstand des Kulturrats an. Unter der Leitung von Carlos Reis führt er seit 2004 die Fachzeitschrift Queirosiana weiter. Im Rahmen der FEQ gründete er das Zentrum für literarische Übersetzung CET-Tormes (Centro de Estudos de Tradução), das im Mai 2016 mit den Autoren Gonçalo M. Tavares und Kristof Magnusson (auch Übersetzer aus dem Isländischen) eröffnet wurde.

## Werke
- Konversation und Roman: Untersuchungen zum Werk von Eça de Queiroz. Steiner Verlag, Stuttgart, 1991, ISBN 3-515-05742-0
- Land und Leute, Spanien, Polyglott-Verlag, München, 1992 (2. Auflage, 2000). ISBN 3-493-60527-7
- Lissabon von A-Z. Compact-Verlag, München, 1994, ISBN 3-8174-4539-3
- Harenberg City Guide Lissabon. Harenberg-Reise-Verlag, Dortmund, 1996, ISBN 3-611-00525-8
- Saramago lesen: Werk, Leben, Bibliographie. ed. tranvía, Verlag Frey, Berlin, 1999, ISBN 3-925867-26-0
- Literaturtheorie am Ende? 50 Jahre Wolfgang Kaysers „Sprachliches Kunstwerk“. Internationales Kolloquium, Braga 1998 (Herausgeber), zusammen mit Erwin Koller. Francke, Tübingen/Basel, 2001, ISBN 3-7720-2763-6
- O estado do nosso futuro: Brasil e Portugal entre identidade e globalização (Herausgeber). Ed. tranvía, Verlag Frey, Berlin, 2004, ISBN 3-925867-83-X
- À procura da Lisboa Africana: da encenação do Império Ultramarino às realidades suburbanas (Herausgeber), zusammen mit Henry Thorau (portugiesisch, deutsch). CEHUM, Braga, 2009, ISBN 978-972-8063-61-0
- Saramago lesen: Werk, Leben, Bibliographie. ed. tranvía, Verlag Frey, Berlin, 2009 [2., aktualisierte und erweiterte Auflage], ISBN 978-3-938944-25-7
- Zonas de contacto. Estado Novo // III Reich (Herausgeber), zusammen mit Mario Matos. TDP, Perafita, 2011, ISBN 978-989-8313-09-6
- Interkulturelle Mnemo-Graphien (Herausgeber), zusammen mit Mario Matos (portugiesisch, deutsch, englisch). Ed. Humus, V.N. Famalicão, 2012, ISBN 978-989-8139-69-6
- A Companion to João Paulo Borges Coelho. Rewriting the (Post)Colonial Remains (Herausgeber), zusammen mit Elena Brugioni und Paulo de Medeiros. Peter Lang, Oxford, 2020 (Reconfiguring Identities in the Portuguese-Speaking World. Vol. 14), ISBN 978-1-78707-988-5